# Cephalenchus hexalineatus
Cephalenchus hexalineatus är en rundmaskart som först beskrevs av Geraert 1962.  Cephalenchus hexalineatus ingår i släktet Cephalenchus och familjen Tylenchidae. Inga underarter finns listade i Catalogue of Life.